# Bosque de Iwokrama
El Bosque de Iwokrama (en inglés: Iwokrama Forest) es un territorio de casi 3710 kilómetros cuadrados en el centro de Guyana (en un área reclamada por Venezuela como parte de la Guayana Esequiba) y en el corazón del Escudo Guayanés, uno de los cuatro últimos bosques tropicales prístinos del mundo, (junto con los de Congo, Nueva Guinea, y la Amazonia). Representa una zona de transición importante en las precipitaciones, accidentes geográficos, historias humanas y las comunidades biológicas.
En su parte más ancha, el área es de 85 km y en la mayor medida en una dirección norte-sur es de 80 km. La ruta Georgetown-Lethem disecciona el bosque, atravesando unos 72 kilómetros entre las fronteras noreste y sur. El bosque se encuentra entre 4 ° y 5 ° de latitud norte y 58,5 y 59,5 grados de longitud oeste.
El bosque de Iwokrama Limita al oeste con la cordillera de Pakaraima y al este por las montañas aisladas dispersas del centro-este de Guyana, Surinam y la Guayana Francesa. También limita con sabanas en el suroeste y noreste de Guyana y el suroeste de Surinam. El río Esequibo forma el límite oriental. El límite norte es el río Siparuni. El río Burro-Burro corre por el centro, y la mayor parte de su cuenca se encuentra dentro del Bosque.
El área está cubierta de bosque tropical de tierras bajas, y dominado por árboles tropicales de altura, con un dosel denso de 20 a 30 metros de altura.
El bosque de Iwokrama tiene la riqueza más alta de especies de peces (más de 420 descritos hasta ahora) y murciélagos (90) para cualquier área de este tamaño en el mundo.